# Lluís Alemany Pujol
Lluís Alemany i Pujol (Andratx, 28 d'octubre de 1880 - Palma, 20 d'agost de 1960) va ser un advocat i polític mallorquí, batle de Palma i diputat a les Corts Espanyoles.

## Biografia
Pertanyia a una família humil i es llicencià en dret a la Universitat de Barcelona. En 1909 es casà amb Amèlia Jaume Rosselló, germana d'Alexandre Jaume Rosselló.
Militant del Partit Liberal, als vint-i-un anys va ser elegit regidor de l'ajuntament de Palma i l'any 1910, amb vint-i-vuit anys va ser elegit batle de la ciutat. Durant el seu mandat es va fer el passeig de Sagrera i es va dur a terme l'Exposició Regional de les Illes de 1910. El 1913 fou elegit diputat de la Diputació de Balears amb el suport dels republicans reformistes i el 1917 n'esdevingué president. Durant el seu mandat es va acabar l'Hospital Psiquiàtric de Jesús, començaren les obres de la carretera Andratx-Estallencs i es fundà el Museu Pedagògic Durant aquells anys es va vincular políticament a Joan March i Ordinas, alhora que adoptà un regionalisme de caràcter anticatalanista, fruit potser de la seva enemistat amb Francesc Cambó, aleshores ministre d'Hisenda.
Dins del Partit Liberal va formar part de la fracció Izquierda Liberal, dirigida per Santiago Alba Bonifaz, i amb ella fou diputat a les eleccions de 1920 i 1923.
Després de la proclamació de la Segona República Espanyola ell i March van formar amb les restes del Partit Liberal el Partit Republicà de Centre, amb el que foren escollits diputats a les eleccions generals espanyoles de 1931. A les Corts va polemitzar amb Gabriel Alomar quan aquest va proposar que les Illes Balears i Pitiüses formessin part del territori administrat per la Generalitat de Catalunya. En maig de 1933, com a protesta per la detenció de Joan March, va renunciar al seu escó i es dedicà a l'assessorament jurídic.
Durant la guerra civil espanyola va fer de mitjancer entre els dirigents falangistes i Joan March. En 1937 va defensar el seu cunyat Alexandre Jaume, que finalment seria afusellat. El juny de 1940 fou nomenat membre de la Junta de Govern del Col·legi d'Advocats de Palma, però finalment es dedicà als negocis privats, formant part de les juntes directives de Mare Nostrum, Transmediterránea, Unión Naval de Levante i Banca March.